# Drapeau et armoiries du canton de Genève
Le drapeau et les armoiries genevoises sont des emblèmes officiels du canton de Genève et de la ville de Genève.

## Histoire
L'héraldiste Adolphe Gauthier rapporte dans son ouvrage qu'au XIIIe siècle, Genève portait déjà ses propres armoiries. Toutefois, aucune archive n'en atteste. L'héraldiste Jean-Daniel Blavignac, dans son livre publié en 1849 et dédié aux armoiries genevoises, rapporte que le premier sceau de Genève était un soleil païen et que c'est pendant le XIIe siècle que l'aigle fut ajoutée à ce symbole en devenant ville impériale.

Drapeau du Saint-Empire romain germanique

En 1342, Jacques de Faucigny, troisième personnage le plus important après l'Évêque et son représentant, détenait déjà des armoiries. Ces dernières étaient parties au 1 à deux clés en sautoir, au 2 à la demi-aigle ; un style très proche des armoiries actuelles. Les plus anciennes armoiries genevoises archivées datent de 1446 et apparaissent dans le « Livre des lépreux ». Une enluminure de 1451 représentant un ange offrant les armoiries de Genève à Saint Pierre et Saint Paul représente des armoiries identiques aux armoiries genevoises actuelles.
Les couleurs du canton ne furent pas toujours le jaune et le rouge. Avant le XIIe siècle, elles étaient noires et grises, le gris fut changé au XIIe siècle pour du violet, parfois accompagné du rouge. Ce n'est qu'en 1699 que le Conseil des Deux-Cents décida d'harmoniser les couleurs cantonales avec celles de l'écu en optant pour du jaune et du rouge. 
À partir de 1792, la révolution genevoise a adopté successivement d'innombrables versions  d’écussons, dont en général « l’extrême malfaçon est remarquable », où par exemple la « tête de l’aigle est tout à fait semblable à celle d’un âne » ou encore « l’aigle entière a la forme d’un poulet ». Le drapeau révolutionnaire (1794) a été un rectangle comportant deux bandes rouge et jaune séparées par un large liseré noir. Le liseré noir provenait de la cocarde entièrement noire portée par les milices. Les révolutionnaires maintinrent les armoiries mais remplacèrent la couronne de l'aigle par un bonnet phrygien. La mode des drapeaux tricolores révolutionnaires un peu partout en Suisse tire bien évidemment son origine des révolutionnaires français.
Lorsque Napoléon Ier s'empara de Genève en 1798, il supprima les armoiries cantonales, mais autorisa des armoiries municipales soigneusement modifiées par ses soins: ces dernières contenaient toujours la demi-aigle ayant perdu sa couronne, et un champ d'azur remplaça le gueules du 2 du parti (le rouge fut remplacé par du bleu). Napoléon ajouta le chef de gueules chargé de trois abeilles d'or des bonnes villes de l’Empire. Les maires de ces bonnes villes avaient le privilège d’assister au couronnement de l’empereur.  
Entre 1798 et 1813, c'est le drapeau français qui flotta à Genève puisque la République genevoise ne fut pas incorporée à la République helvétique mais fut transformée en département du Léman avec Genève pour chef-lieu. 
Les anciennes armoiries furent réintroduite le 30 décembre 1813, au départ des Français.
Lorsque la République de Genève devint un canton suisse le 19 mai 1815, les couleurs jaune et rouge et le drapeau avec la demi-aigle et la clé furent confirmés par le Grand Conseil de la République et canton de Genève.
Ce n'est que le 8 février 1918 que le Gouvernement genevois fixa la forme des armoiries et du drapeau avec le soleil naissant et l'inscription IH∑.

Ancien drapeau révolutionnaire de Genève (1794-1798). Les dimensions sont sujettes à caution.
Armoiries de Genève, chef-lieu du Département français du Léman

## Signification

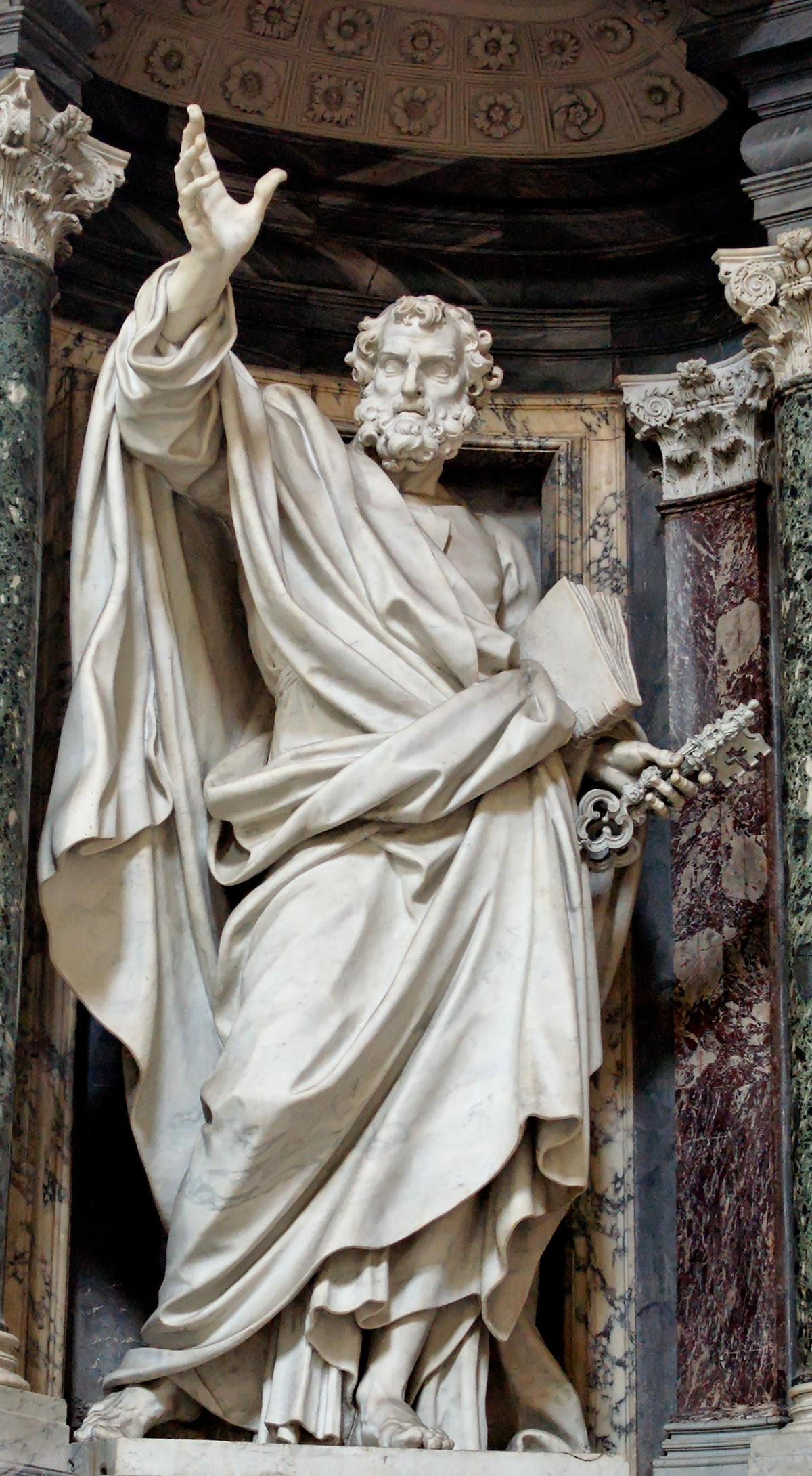
Saint Pierre avec les clefs du Paradis, par Pierre-Étienne Monnot, archibasilique Saint-Jean-de-Latran de Rome.

L'aigle, éployée et couronnée, symbolise le pouvoir impérial de l'évêque de Genève. Il fait référence à l'aigle bicéphale des armoiries du Saint-Empire romain germanique. La clé est un attribut de l’apôtre saint Pierre, patron de l'Église de Genève et de la cathédrale de la ville.

## Descriptions

### Description vexillologique
La description vexillologique du drapeau genevois est « Parti, à la hampe, de jaune à la demi-aigle éployée noire, couronnée, becquée, membrée et armée de rouge et, au secteur flottant, de rouge à la clé d'or en pal contournée, le panneton tourné à senestre ». Ainsi, l'aigle doit toujours être hissée proche de la hampe.

### Description héraldique
La description héraldique des armoiries genevoises est « Parti, en 1, d'or, à une demi aigle bicéphale de sable, armée, languée et couronnée de gueules mouvant de la partition et en 2, de gueules, à la clé d'or, posée en pal ». Les armoiries utilisées par les autorités cantonales ont en plus un cimier constitué d'un soleil naissant d'or portant en cœur le trigramme « IHΣ » de sable. La devise est « Post tenebras lux » (« Après les ténèbres, la lumière ») et fait référence à la Réforme protestante.

### Description ironique
Les Genevois décrivent parfois ironiquement leurs armoiries comme la représentation d'un demi-poulet et de la clé de la cave. Cette plaisanterie semble assez ancienne, comme le montre une conversation entre deux Genevois juste après la Restauration de 1814, attribuée à un docteur M anonyme et reproduite par Jean Humbert dans son Glossaire genevois : « Et moi, quante j’ai revu en n’haut des affiches la clef de la cave avec notre moitié de poulet, si je n’étais pas pour faire des cupesses au beau milieu de la rue ».   

## Autre représentation vexillologique et héraldique
Le drapeau est également décliné sous forme d'oriflamme, soit en queue de pie, soit en base plate. L'oriflamme des cantons reprenant le drapeau cantonal dans sa partie supérieure et les couleurs cantonales dans la partie inférieure est appelée un drapeau « complet ». 
Les armoiries complète représente le blason surmonté d'un cimier constitué d'un soleil naissant d'or portant en cœur le trigramme « IHΣ » de sable et, en-dessous, la devise de « Post tenebras lux ». 

Drapeau complet genevois
Armoiries complètes de la République et canton de Genève, avec cimier, écu et devise[9],[10]
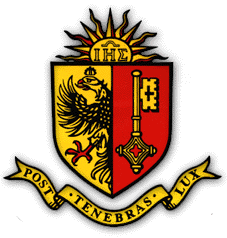
Armoiries complètes de la Ville de Genève

## Utilisation et mention
Le drapeau et les armoiries sont identiques. La demi-aigle est toujours du côté de la hampe du drapeau, et sur les armoiries à la droite héraldique.

Les armoiries se retrouvent sur les plaques d'immatriculation arrières de véhicules enregistrés dans le canton de Genève.

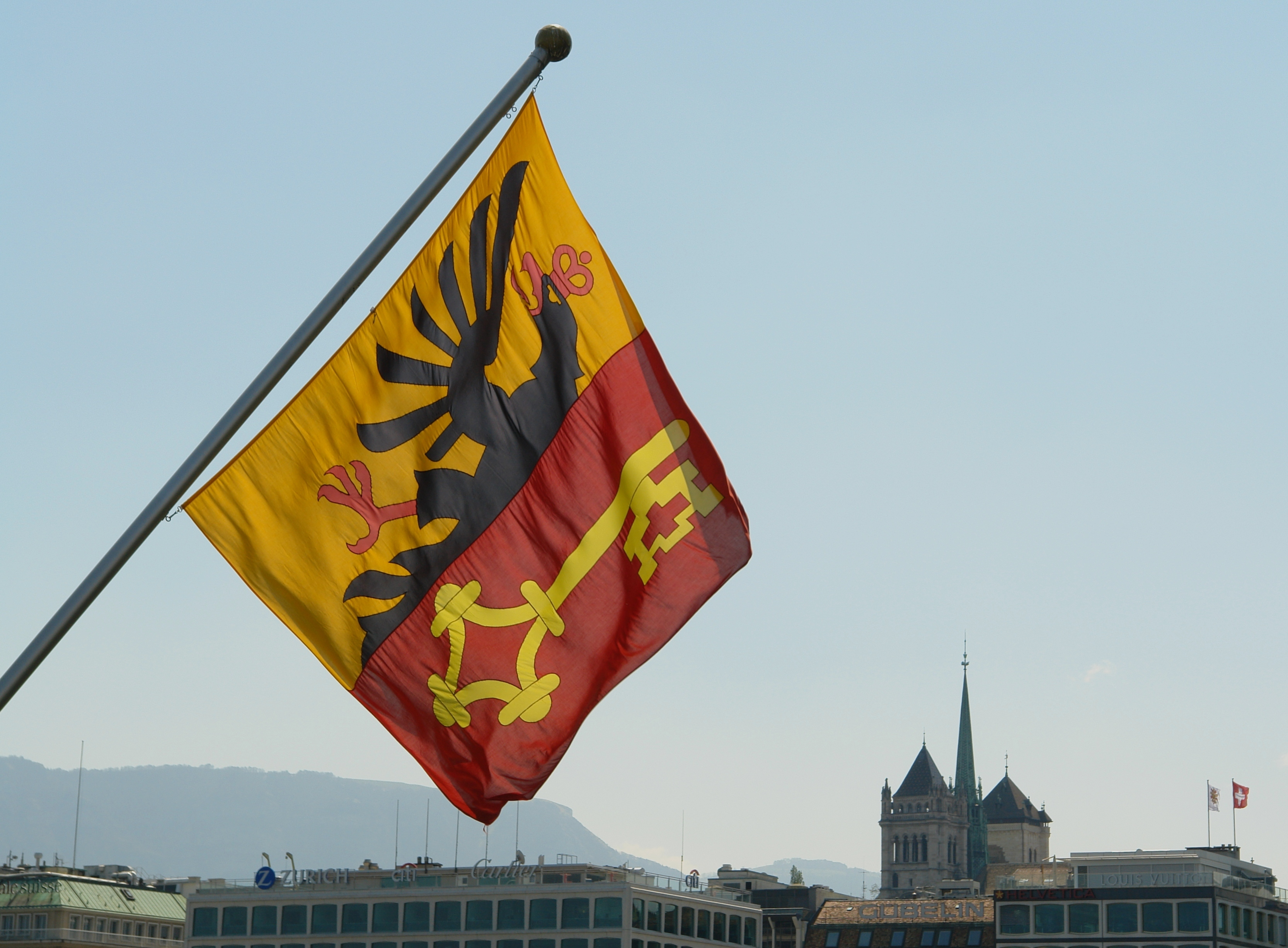
Le drapeau genevois suspendu au pont du Mont-Blanc avec la cathédrale Saint-Pierre en arrière plan.
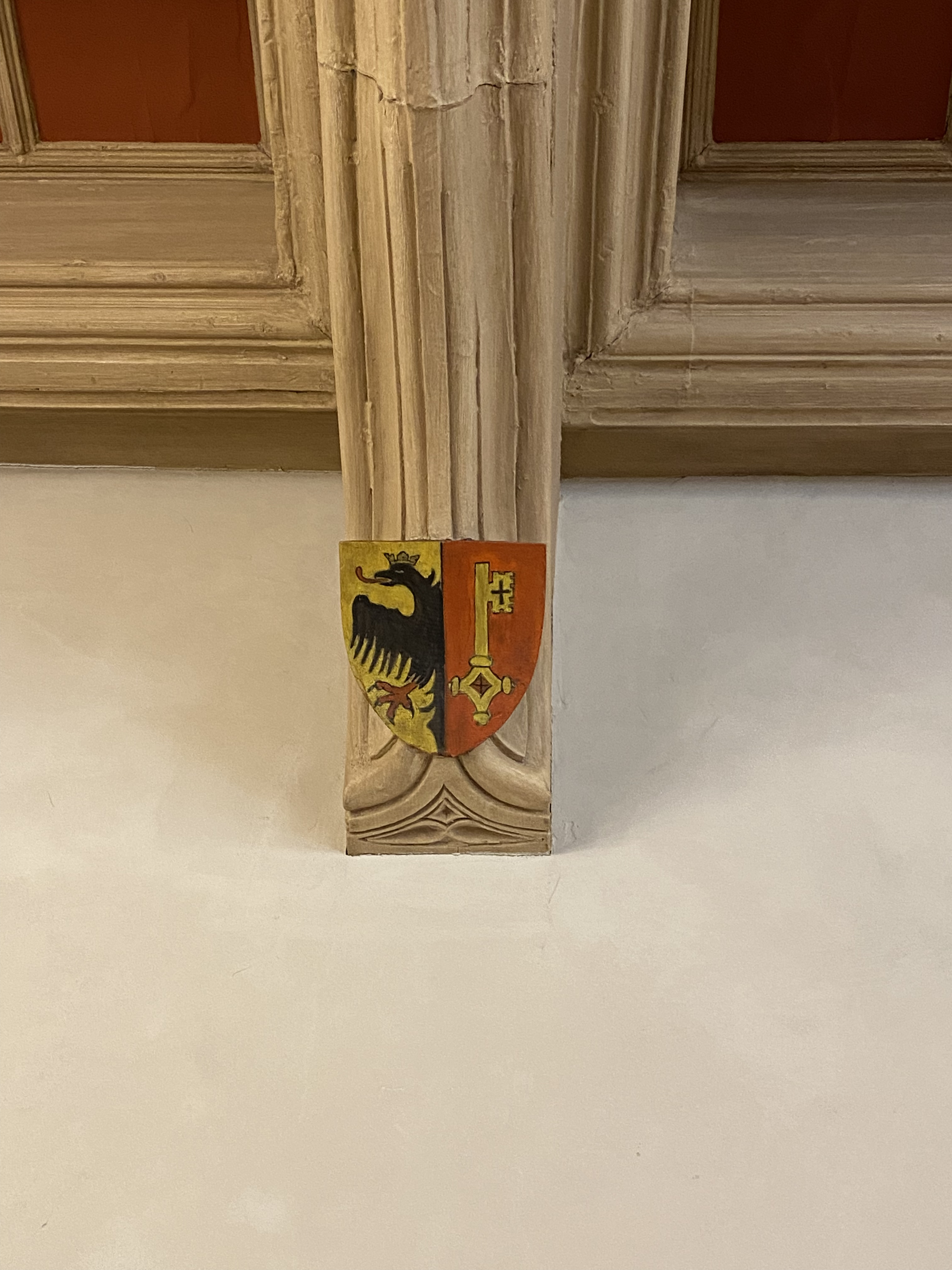
Écusson genevois à l'Hôtel de ville de Genève.
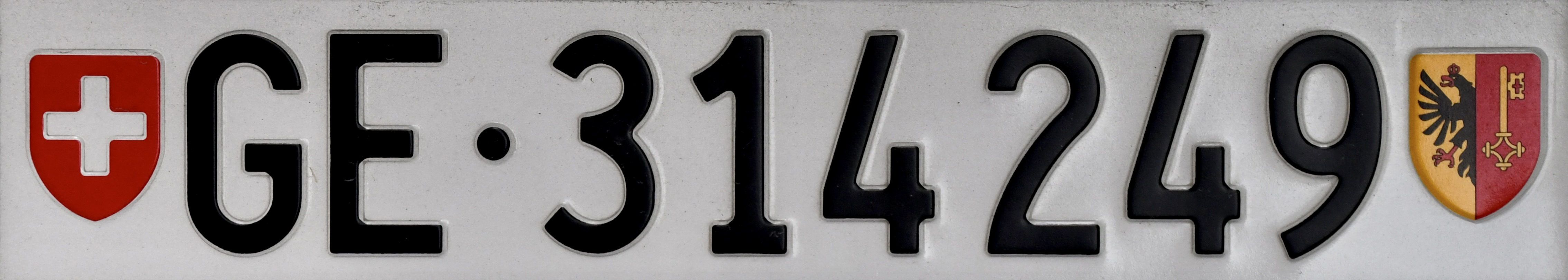
Plaque d'immatriculation arrière genevoise.